# Ultimul spectacol cinematografic
Ultimul spectacol cinematografic (în engleză The Last Picture Show) este un film dramă American din 1971 regizat de Peter Bogdanovich și adaptat după romanul semi-autobiografic al lui Larry McMurtry din 1966.
Plasat într-un mic oraș din vestul Texasului în intervalul noiembrie 1951-octombrie 1952, filmul prezintă maturizarea a doi prieteni, Sonny Crawford (Timothy Bottoms) și Duane Jackson (Jeff Bridges). Din distribuție mai fac parte Cybill Shepherd - în filmul ei de debut, Ben Johnson, Eileen Brennan, Ellen Burstyn, Cloris Leachman, Clu Gulager, Randy Quaid - aflat de asemenea la filmul de debut și John Hillerman. Din motive estetice și tehnice, filmul a fost filmat în alb-negru - total neobișnuit pentru perioada în care a apărut. 
Urmăriți povestea vieții a doi adolescenți dintr-un orășel din Texasul anilor '50, vremea în care cinematograful avea rolul televizorului zilelor noastre. 
Sonny (Timothy Bottoms) și Duane (Jeff Bridges) sunt cei mai buni prieteni. În această perioadă fericită a vieții lor, adolescenții joacă fotbal, merg să vadă filme la Royal Theater, înoată în piscina al cărei proprietar era Sam the Lion (Ben Johnson) sau se uită cu ochi galeși după fete precum frumoasa Jacy Farrow (Cybill Shepherd în filmul său de debut). 
Pentru că sunt pe cale să termine liceul, cei doi sunt preocupați de viitor, neștiind dacă este mai bine să încerce să își realizeze un viitor departe sau să rămână în orășelul amorțit în care copilăriseră. Momentul în care cinematograful din Anarene se va închide va constitui o piatră de hotar în viața celor doi eroi. Ceva mai târziu, Sonny se va compromite, deoarece va avea o relație cu Ruth (Cloris Leachman), soția antrenorului său.

## Distribuție
- Ben Johnson este Sam the Lion
- Jeff Bridges este Duane Jackson
- Timothy Bottoms este Sonny Crawford
- Cybill Shepherd este Jacy Farrow
- Ellen Burstyn este Lois Farrow
- Clu Gulager este Abilene
- Cloris Leachman este Ruth Popper
- Bill Thurman este antrenorul Popper
- Frank Marshall este Tommy Logan
- Eileen Brennan este Genevieve

## Premii și nominalizări
- Premiul Oscar: 2 premii și 6 nominalizări
- Premiul BAFTA: 3 premii și 3 nominalizări
- Premiile Globul de Aur: un premiu și 5 nominalizări